# Droga krajowa nr 28 (Polska)
Droga krajowa nr 28 – droga krajowa klasy GP oraz klasy G w południowej Polsce, przebiegająca przez województwa: małopolskie oraz podkarpackie. Nazywana jest trasą karpacką (niem. Tatraer Reichsstraße).
Droga biegnie prawie równolegle do drogi krajowej nr 94 wzdłuż podnóża Karpat. Z zachodu na wschód prowadzi przez Pogórze Śląskie, Beskid Makowski, Beskid Wyspowy, Kotlinę Sądecką, Pogórze Rożnowskie, Obniżenie Gorlickie, Doły Jasielsko-Sanockie, Góry Słonne i Pogórze Przemyskie. Droga krajowa nr 94 spełnia jednak ważniejszą rolę w komunikacji w tym obszarze, gdyż droga krajowa nr 28 ma charakter drogi górskiej z dużą liczbą zakrętów, co wiąże się z mniejszym bezpieczeństwem i komfortem jazdy. Odznacza się natomiast dużymi walorami turystycznymi. Trasa kończy się na przejściu granicznym z Ukrainą w Medyce. Droga biegnie na południu równolegle do linii kolei transwersalnej.
W Wujskiem przy drodze krajowej nr 28 znajduje się punkt startowy do organizowanego corocznie w czerwcu Bieszczadzkiego Wyścigu Górskiego na trasie Wujskie – szczyt Gór Słonnych. Wyścig zaliczany jest jako runda Górskich Samochodowych Mistrzostw Polski.

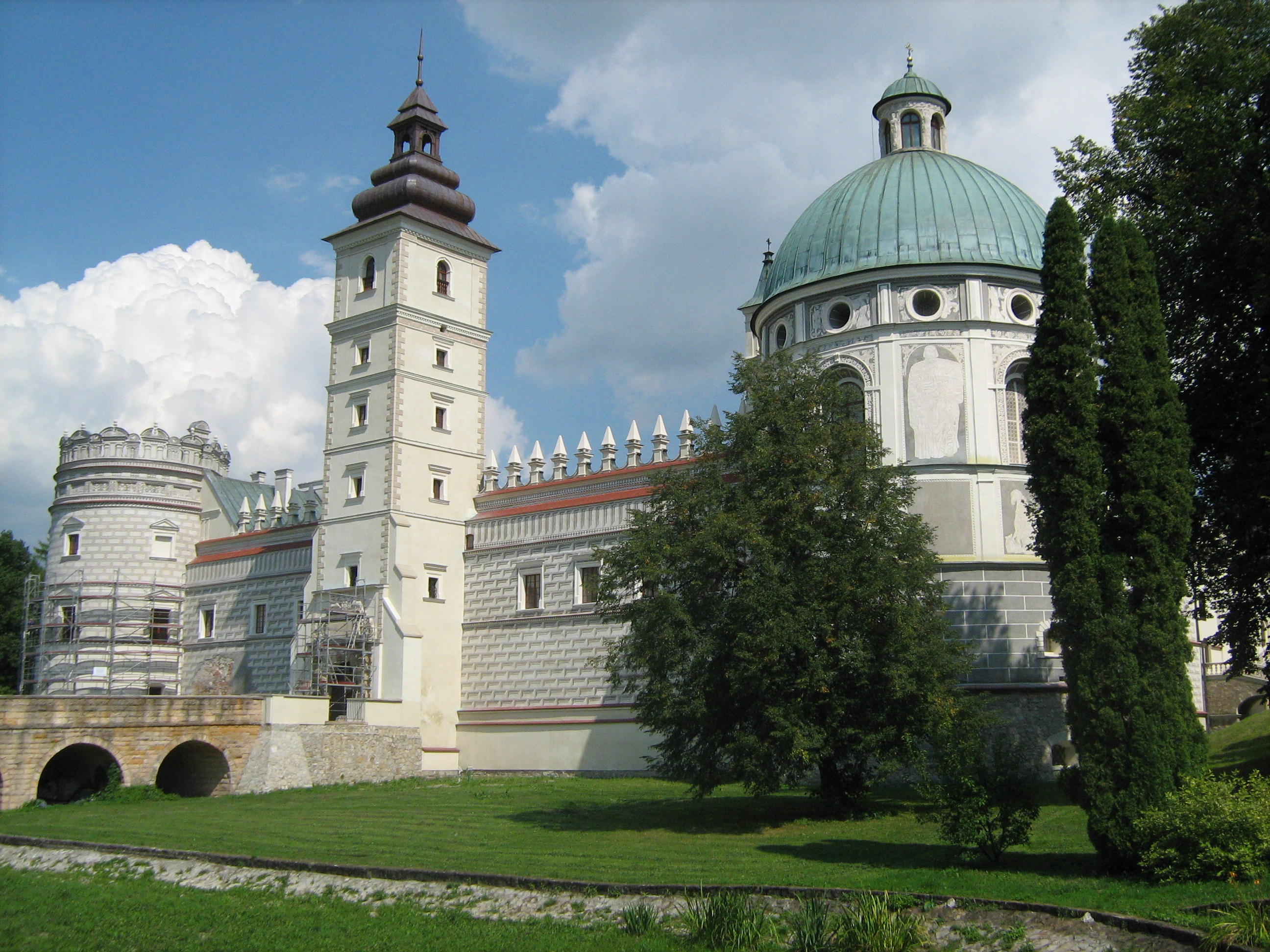
Zamek Krasickich w Krasiczynie przy drodze DK28

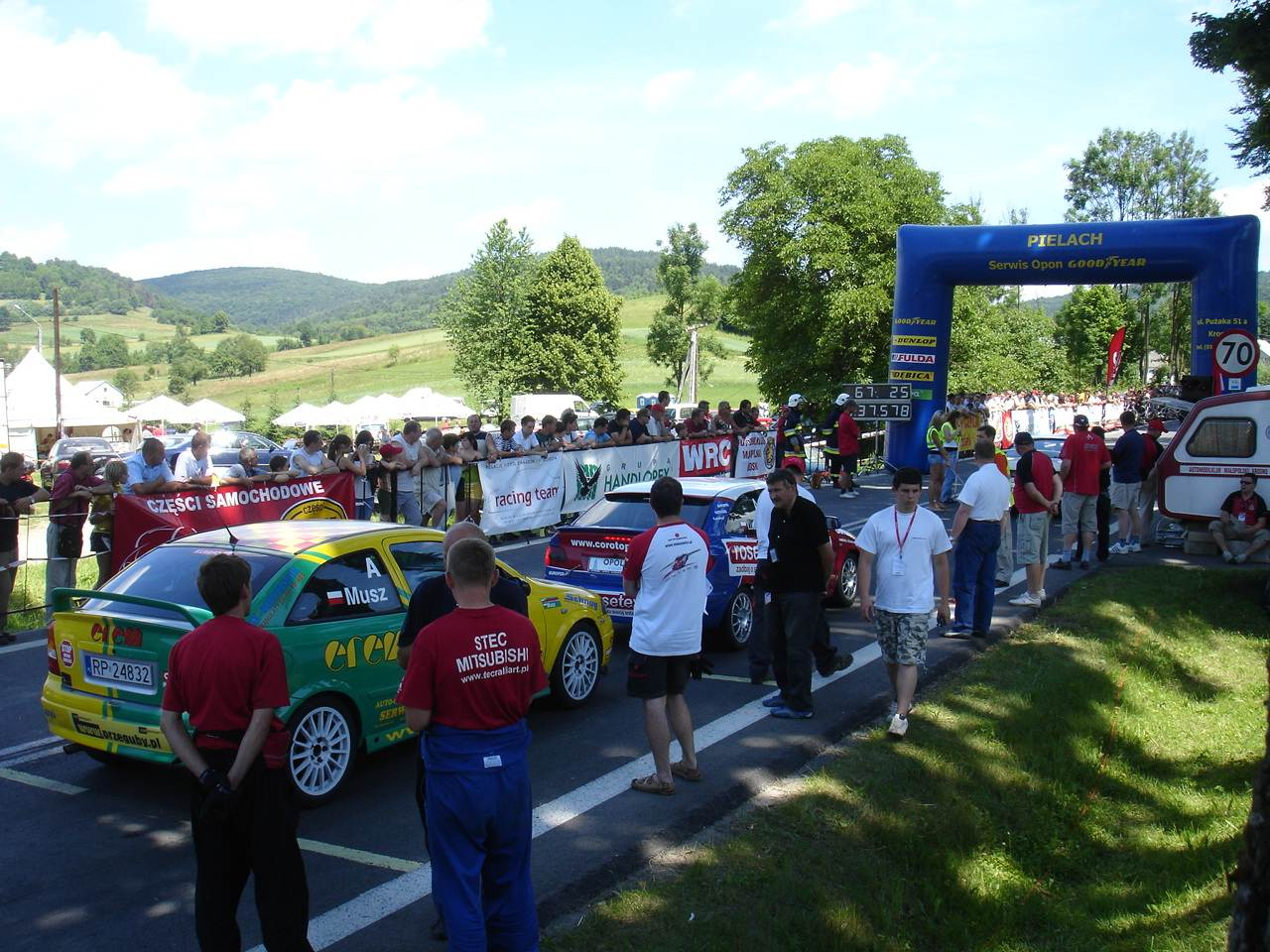
Bieszczadzki Wyścig Górski. Wujskie, fragment drogi DK28. 2008

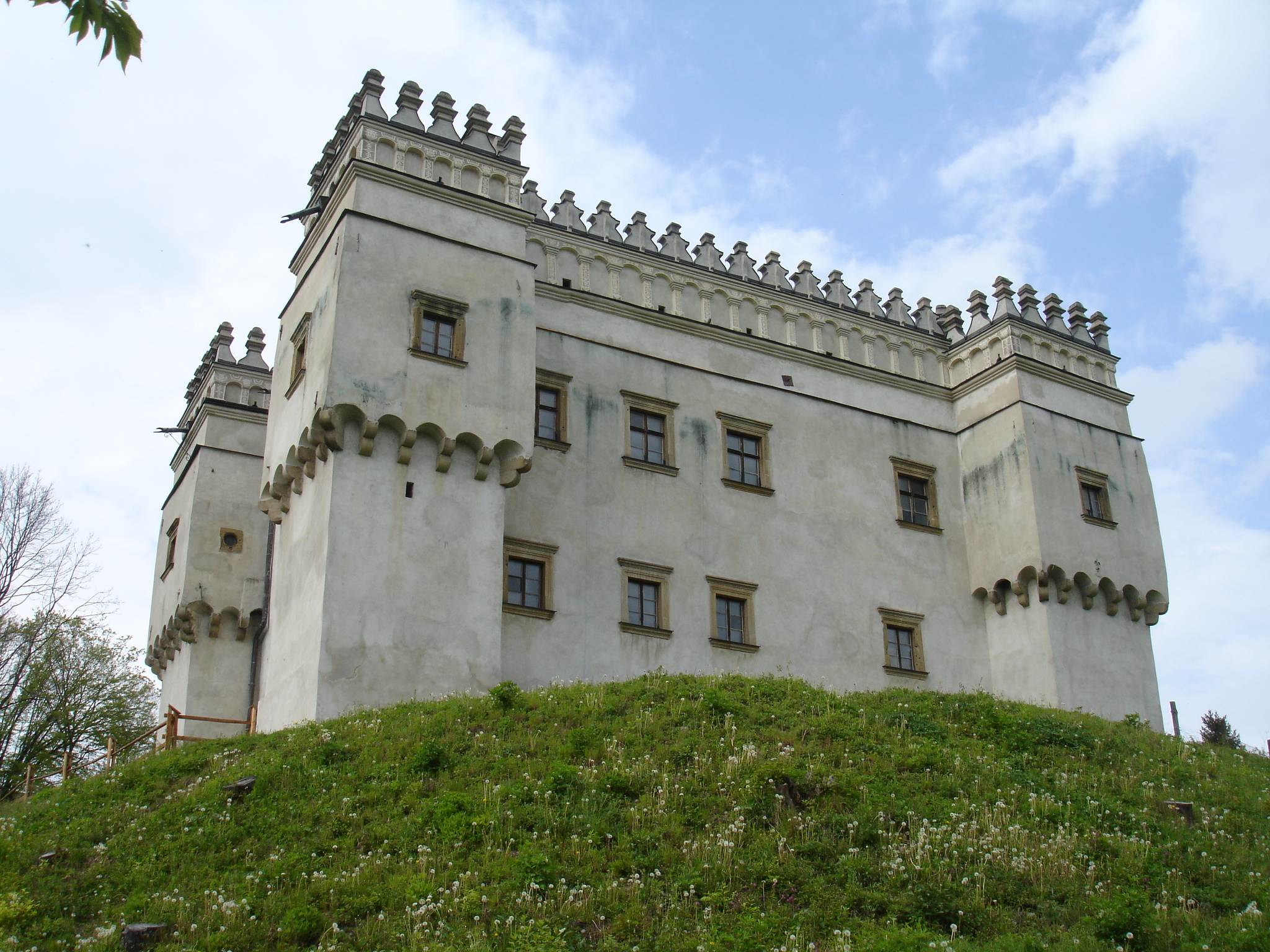
Dwór obronny Gładyszów przy drodze DK28 w Szymbarku

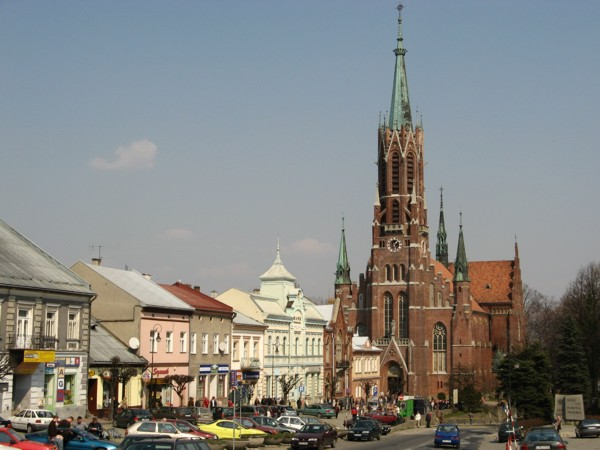
Rynek w Grybowie z neogotyckim kościołem parafialnym przy drodze DK28

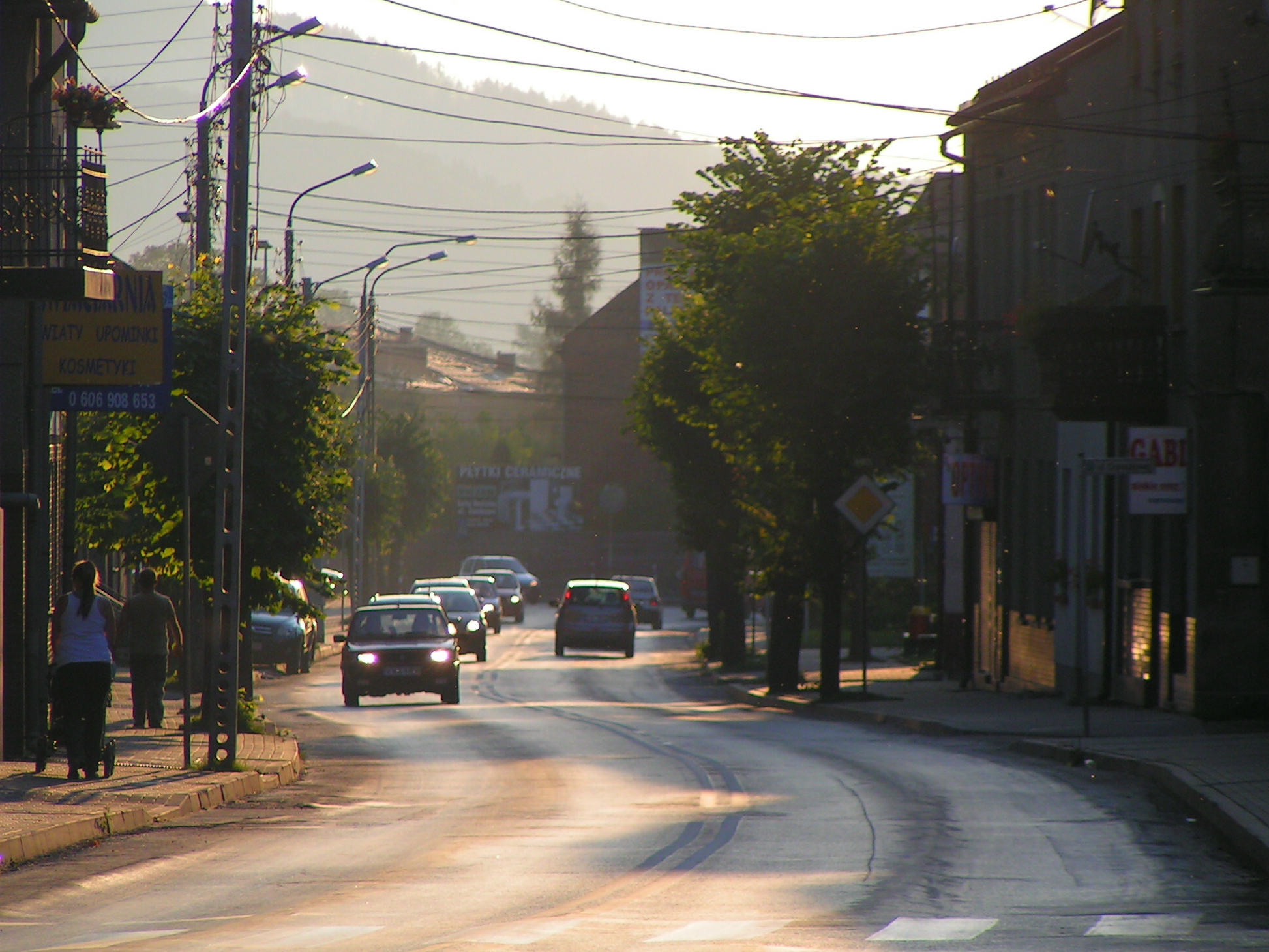
Maków Podhalański, droga krajowa 28 - widok z Rynku w kierunku Suchej Beskidzkiej

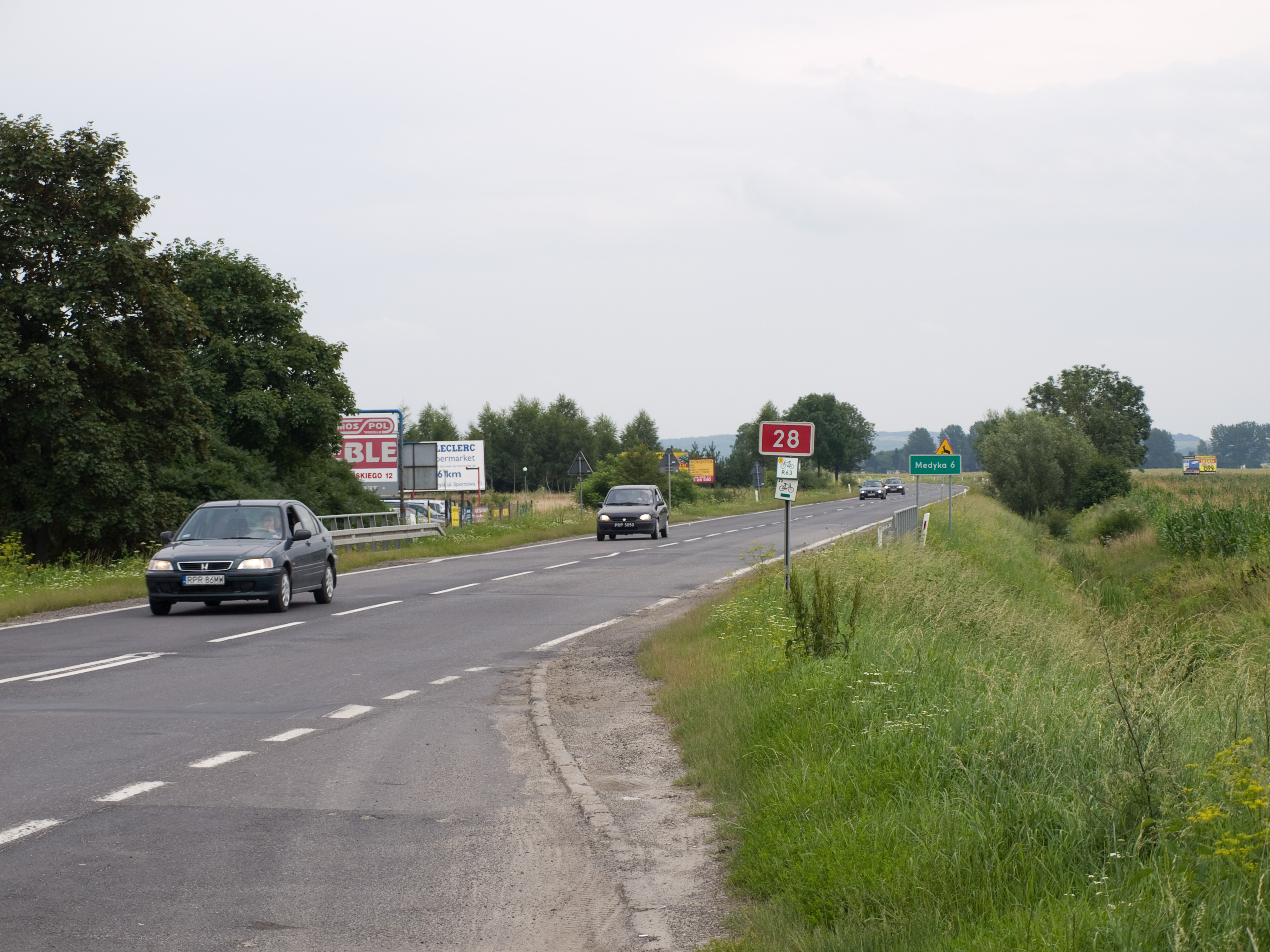
Przemyśl - wyjazd z miasta w kierunku Medyki

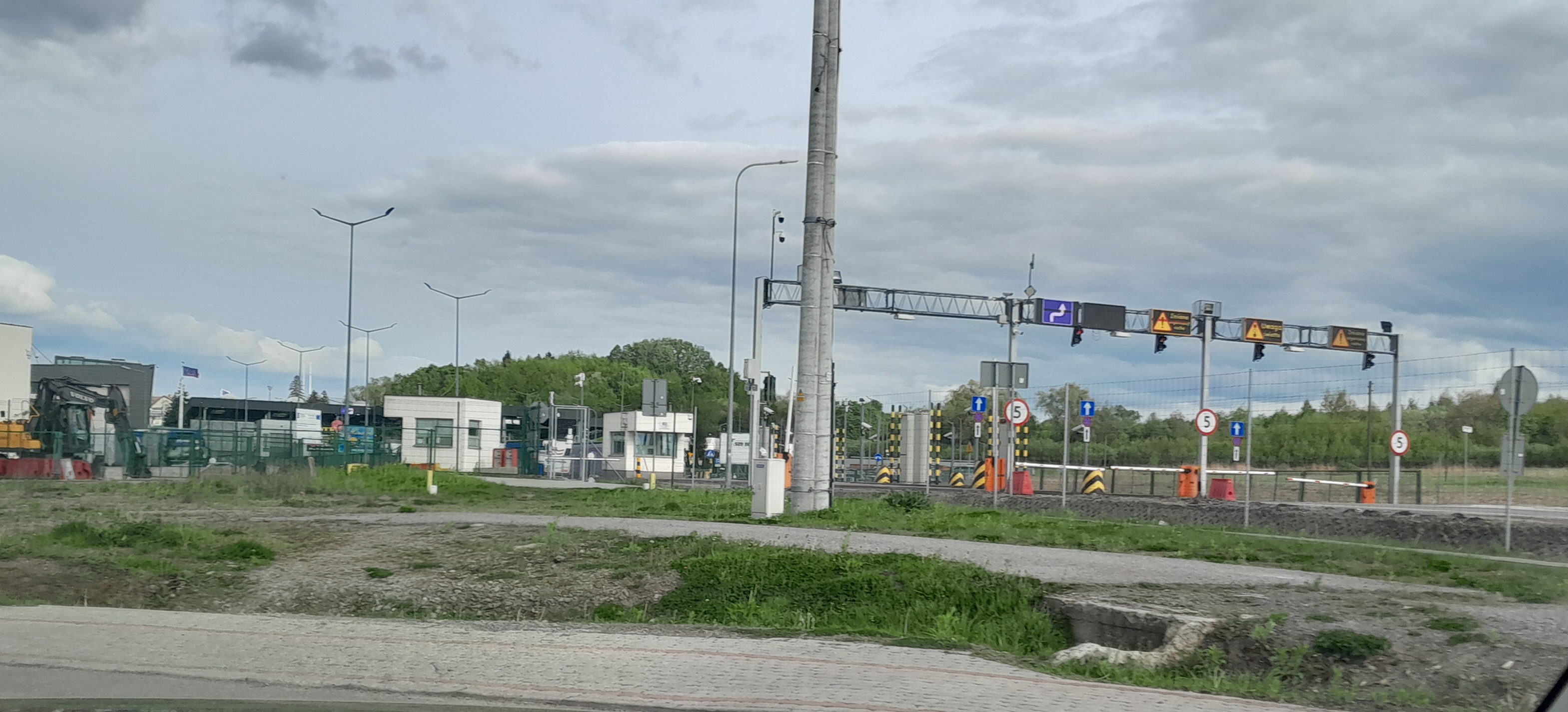
Koniec drogi krajowej 28 - Granica PL/UA w Medyce

## Historia
Początkowa jako trasa (szlak) do 1918 położona była w austriackiej prowincji Galicja. Jako tzw. Tatraer Reichsstraße łączyła Białą z Żywcem, Suchą Beskidzką i Sanok z Samborem na terenie dzisiejszej Ukrainy. Od roku 1843 oznaczona pod numerem 82. Route. W roku 1852 oddano do użytku utwardzony odcinek z Sanoka do Przemyśla przez Góry Słonne. W następnym roku Sanok i okolice wizytował młody Franciszek Józef I. Droga ta po 1918 została włączona do polskiej sieci drogowej dnia 10 grudnia 1920. Do 1945 należała do sieci drogowej Generalnego Gubernatorstwa jako droga „24. Route”.
W roku 1985 polska sieć drogowa została zreorganizowana. Istniejącym drogom krajowym zmieniono nazwy i oznaczenia. Odcinek łączący Zator z Wadowicami otrzymał oznaczenie drogi krajowej nr 950, dalszy przebieg do Przemyśla został wyznaczony jako droga krajowa 98. W roku 2000 numeracja dróg po raz kolejny zmieniła się – wtedy przemieniono nr 98 na 28.

## Przemysł, gospodarka, restauracje i handel przy drodze nr 28
Przy drodze zlokalizowane są m.in. zakłady produkcji lodów Koral w Nowym Sączu, Fabryka Maszyn Glinik S.A. w Gorlicach, Fabryka Amortyzatorów oraz Krośnieńskie Huty Szkła w Krośnie, fabryka przemysłu gumowego w Sanoku, fabryka elektroniki Fideltronik Poland sp. z o.o. w Suchej Beskidzkiej oraz rozlewnia wód „Kuracjusz Beskidzki” w Suchej Beskidzkiej. W Jaśle znajdują się m.in. Rafineria Lotos i krośnieńska fabryka mebli Nowy Styl S.A. W Krośnie przy skrzyżowaniu z ul. Krakowską znajduje się hipermarket Carrefour, a przy skrzyżowaniu z drogą „G” hipermarkety budowlane Leroy Merlin, Merkury Market i centrum handlowe VIVO, jadąc dalej przy granicy Krosna w Miejscu Piastowym znajduje się hipermarket budowlany OBI. W Sanoku przy DK28 (ul. Królowej Bony) nad Sanem znajduje się supermarket Kaufland. Dwa kilometry na południe od głównej drogi w Jedliczu mieści się Rafineria Nafty Jedlicze S.A. W Suchej Beskidzkiej, Wadowicach, Jaśle, Nowym Sączu i w Krośnie przy drodze nr 28 znajdują się stacje paliw BP. W miejscowościach takich jak: Rabka-Zdrój, Iwonicz-Zdrój i Rymanów-Zdrój, leżących przy drodze nr 28, znajdują się ośrodki przyrodolecznicze z bazą hotelową oraz Spa.
9 lutego 2016 podpisano umowę na wykonanie obwodnicy Sanoka. Zakończenie inwestycji przewidziano na rok 2019.

## Klasa drogi
Droga posiada parametry klasy GP na odcinkach
- Zator – Wadowice – Rabka-Zdrój – Limanowa – Nowy Sącz – Gorlice – Jasło – Krosno – Sanok
- Przemyśl – Medyka – granica państwa

oraz klasy G na odcinku Sanok – Kuźmina – Bircza – Przemyśl. 

## Osuwisko w Kasinie Wielkiej
29 maja 2023 roku pojawiły się szczeliny i pęknięcia na jezdni drogi w Kasinie Wielkiej. Początkowo miały 10-20 cm szerokości i długość do 15 metrów i występowały na odcinku 50 metrów. Zwężono jezdnię do jednego pasa i wprowadzono ruch wahadłowy. 30 mają przedstawiciele Wojewódzkiego Inspektora Nadzoru Budowlanego przeprowadzili kontrolę i 31 maja trasa została zamknięta oraz wytyczono objazd awaryjny. Szczeliny i pęknięcia pogłębiały się i objęły 100 metrowy odcinek jezdni. W czerwcu przeprowadzono wstępną ekspertyzę geotechniczną. W lipcu natomiast szczegółowe badania geotechniczne osuwiska. W listopadzie powstał szczegółowy raport opisujący zakres osuwiska. Wojewódzki Inspektorat Nadzoru Budowlanego z końcem stycznia 2024 wydał decyzję o nakazie naprawy drogi. Dobre warunki atmosferyczne pozwoliły na sprawne prowadzenie prac. Drogę na zniszczonym odcinku otwarto – 2 miesiące przed planowanym terminem – 29 lipca 2024 roku, po prawie 14 miesiącach zamknięcia.

## Dopuszczalny nacisk na oś
Od 13 marca 2021 roku na drodze dozwolony jest ruch pojazdów o nacisku pojedynczej osi napędowej do 11,5 tony.

### Do 13 marca 2021 r.
We wcześniejszych latach droga była objęta ograniczeniami największego dopuszczalnego nacisku na oś:
| Znak           | Dopuszczalny nacisk | Lata obowiązywania | Odcinek |
| -------------- | ------------------- | ------------------ | --- |
| Tabliczka DK28 | do 11,5 tony        | od 2017            | Przemyśl – granica państwa |
| [ a ]          | do 10 ton           | 2003–2005          | Zator – Wadowice – Rabka – Limanowa – Nowy Sącz – Gorlice – Jasło – Krosno – Sanok – Kuźmina – Bircza – Przemyśl – granica państwa                |
| [ a ]          | do 10 ton           | 2005–2010          | Zator – Wadowice – Rabka – Limanowa – Nowy Sącz – Gorlice – Jasło – Krosno – Sanok – Kuźmina – Bircza – Przemyśl – Medyka – granica państwa       |
| [ a ]          | do 10 ton           | 2010–2017          | Zator – Wadowice – Rabka-Zdrój – Limanowa – Nowy Sącz – Gorlice – Jasło – Krosno – Sanok – Kuźmina – Bircza – Przemyśl – Medyka – granica państwa |
| [ a ]          | do 10 ton           | 2017–2021          | Zator – Wadowice – Rabka – Limanowa – Nowy Sącz – Gorlice – Jasło – Krosno – Sanok – Kuźmina – Bircza – Przemyśl                                  |

## Ważniejsze miejscowości leżące na trasie 28
- Zator (DK44)
- Wadowice (DK52)
- Zembrzyce
- Sucha Beskidzka
- Maków Podhalański
- Jordanów
- Skomielna Biała (S7)
- Rabka-Zdrój (S7, DK7, DK47) – obwodnica
- Mszana Dolna (DW968)
- Limanowa
- Nowy Sącz (DK75, DK87)
- Grybów
- Gorlice – obwodnica
- Biecz – obwodnica
- Jasło (DK73) – obwodnica
- Krosno (DW990, DW991) – trasa średnicowa
- Miejsce Piastowe (DK19)
- Rymanów (DW887)
- Zabłotce (DW886)
- Sanok (DK84) – obwodnica
- Bircza
- Krasiczyn
- Przemyśl (DK77, DW884, DW885)
- Medyka – przejście graniczne z Ukrainą